# Rarible
Rarible est une place de marché de jetons non fongibles (NFT) centrée sur les œuvres d'art numériques et les éléments de jeu vidéo.
Le jeton de gouvernance natif de la plateforme est le RARI. Ce jeton est basé sur la norme de jeton ERC-20.
Rarible est un concurrent d'OpenSea.

## Description

### Fonctionnement
Sur Rarible les utilisateurs peuvent créer, acheter et vendre des NFT (jetons non fongibles) via une interface simple pour les néophytes. Les ventes peuvent se réaliser classique ou aux enchères. Un utilisateur peut créer un NFT sur la plateforme sans le vendre immédiatement. S'il décide de le vendre, il peut à tout moment en changer le prix. Il est aussi possible pour un détenteur de NFT de le transférer gratuitement à un autre utilisateur. Les NFT créés sur Rarible sont pour la plupart des œuvres d'art numériques et des éléments de jeu vidéo.
Pour créer un compte sur Rarible, il est nécessaire de disposer d’un portefeuille de crypto-monnaie virtuelle comme B. Bitski ou MetaMask. Le protocole Rarible se conçoit comme une solution aux limitations auxquelles est confronté le marché de la propriété intellectuelle, telles que les exigences difficiles en matière de licences et de procédures administratives.

### Le système de royalties
La plateforme propose un système de royalties, permettant à l’utilisateur à l’origine de la création du contenu de toucher un pourcentage sur les reventes futures. Ainsi, lors de la mise en vente d’une création, le créateur de contenu à la possibilité de définir un pourcentage, qu’il touchera automatiquement lors des transactions futures relatives à l'œuvre.

### Vérification des comptes utilisateurs
Les fondateurs de la plateforme s’assurent de l’authenticité des comptes utilisateurs en analysant la présence sur les réseaux sociaux, le nombre de produits vendus ou achetés ainsi que les interactions avec les membres de la communauté. Ce processus de vérification dure jusqu’à deux semaines.

### Sécurité
Rarible est basé sur les normes de jeton ERC-20 et ERC-721(réseau Ethereum). Ces deux jetons sont traités et sécurisés par le réseau principal Ethereum. Il s'agit d'une blockchain de preuve de travail utilisant un réseau décentralisé de nœuds et de mineurs pour garantir la sécurité des transactions.
La transparence de la blockchain Ethereum peut être utilisée pour certifier et garantir le caractère unique des NFT échangés sur le marché Rarible, garantissant ainsi aux créateurs et aux collectionneurs la certitude que leurs jetons sont véritablement rares.

## Histoire
Rarible est cofondé début 2020 par Alexei Falin et Alexander Salnikov à Moscou. Alexei Falin, PDG de Rarible, est également le cofondateur de Sticker Place, une société de logiciels informatiques spécialisée dans les autocollants. Falin est diplômé de l'Université de Californie du Sud et de la Higher School of Economics de Moscou. Alexander Salnikov , Directeur Produit de Rarible est également le Directeur ICO de Humaniq, un projet basé sur la blockchain visant à fournir des outils aux personnes non bancarisées. L'équipe de Rarible se compose de près d'une douzaine d'employés, dont beaucoup sont artistes.
En juin 2021 Rarible réalise une levée de fonds de 14,2 millions de dollars.
En aout 2021, le club du LOSC, alors champion de France de football en titre pour la 4eme fois, créé une collection de NFT sur Rarible.
Le 7 janvier 2022 Rarible annoncé sur son site internet, l’arrêt de la distribution hebdomadaire de RARI à ses utilisateurs à partir du 16 janvier 2022.
En janvier 2023, Rarible annonce le lancement d’un "constructeur de place de marché" spécifiquement conçu pour les collections NFT basées sur Polygon. Cette fonctionnalité doit permettre aux artistes et aux projets de personnaliser une place de marché pour lancer leurs collections NFT.